# 洼木一茂
洼木一茂（日语：／ Kuboki Kazushige，1989年6月6日—），日本男子自行车运动员。他曾代表日本参加2014年亚洲运动会自行车比赛，获得一枚铜牌。他也曾参加2016年夏季奥林匹克运动会。